# Mezzocorona
Mezzocorona (trong tiếng Ý đến năm 1902: Mezzotedesco, tiếng Đức: Deutschmetz) là một đô thị thuộc tỉnh Trento, Ý. Đô thị này có dân số là người 4711 (thời điểm năm 2007). Tọa độ địa lý là 46°13′0″B 11°7′0″Đ / 46,21667°B 11,11667°Đ.